# 莫洛奇基 (里普基區)
51°42′7″N 30°54′37″E / 51.70194°N 30.91028°E
莫洛奇基（烏克蘭語：Молочки），是烏克蘭北部的村莊，隸屬切爾尼希夫州的切爾尼希夫區。該村始建於1868年，面積0.2平方公里，海拔高度152米，2001年人口23，人口密度每平方公里143.8人。